# Череповка (Хмельницкая область)

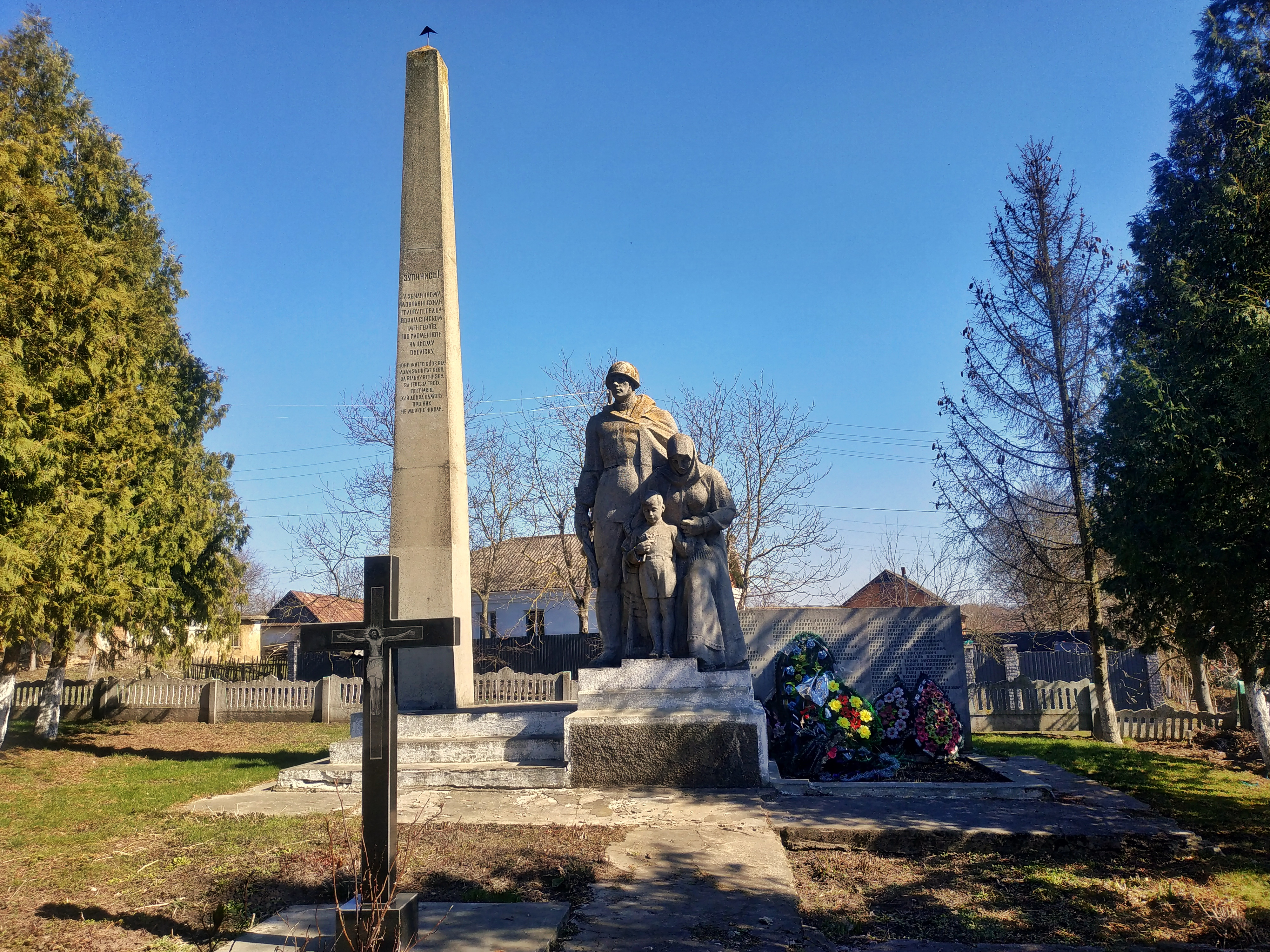
Памятник воинам-односельчанам

Черепо́вка (укр. Черепівка) — село в Хмельницком районе Хмельницкой области Украины.
Население по переписи 2001 года составляло 566 человек. Почтовый индекс — 31305. Телефонный код — 382. Занимает площадь 2,03 км². Код КОАТУУ — 6825089301.

## Местный совет
31305, Хмельницкая обл., Хмельницкий р-н, с. Череповка, ул. Трублаини, 11